# Savignano Irpino
Savignano Irpino é uma comuna italiana da região da Campania, província de Avellino, com cerca de 1.295 habitantes. Estende-se por uma área de 38 km², tendo uma densidade populacional de 34 hab/km². Faz fronteira com Ariano Irpino, Greci, Montaguto, Monteleone di Puglia (FG), Panni (FG).

## Demografia
| Variação demográfica do município entre 1861 e 2011                               |
|                                                                                   |
| Fonte: Istituto Nazionale di Statistica (ISTAT) - Elaboração gráfica da Wikipedia |